# Adecco
The Adecco Group è una azienda attiva nei servizi dedicati alla gestione delle Risorse Umane, con sede a Glattbrugg, nel Canton Zurigo in Svizzera e quotata alla SIX Swiss Exchange. Il Gruppo, presente in 60 paesi, con oltre 34.000 dipendenti, lavora insieme a circa 100.000 aziende clienti. Il Gruppo è costituito da 3 Global Business Unit: Adecco, LHH, Akkodis. L’azienda è nata nel 1996 dalla fusione dell'azienda francese Ecco e di quella svizzera Adia Interim.
Da molti anni, il Gruppo è in prima linea nel supporto ai rifugiati con l’impegno, entro il 2027, di trovare lavoro ad oltre 85.000 rifugiati, formandone oltre 17.000.

## Attività
Il Gruppo Adecco opera nel settore delle risorse umane, facilitando l’incontro tra domanda e offerta di lavoro. Fornisce supporto ai lavoratori nella gestione della propria carriera e alle aziende nella selezione del personale e nell’adattamento ai cambiamenti del mercato.
I suoi servizi includono ricerca e selezione, consulenza HR, outsourcing e somministrazione di lavoro, con l’obiettivo di offrire soluzioni adeguate alle esigenze delle imprese e dei professionisti.

### Italia
In Italia, Adecco si occupa di ricerca e selezione del personale, con una rete di oltre 300 filiali e un team di 2.300 professionisti. Ogni giorno impiega più di 55.000 persone, di cui il 50% con contratti a tempo indeterminato, e collabora con oltre 11.000 aziende. Il Gruppo Adecco è presente nel Paese con le tre Global Business Unit (GBU) Adecco, Akkodis e LHH, oltre a brand specializzati come Mylia e PHYD.
Nel 2024, Angelo Lo Vecchio è stato nominato Amministratore Delegato di Adecco e Presidente di The Adecco Group in Italia.
Dal 2001, Adecco opera anche attraverso una fondazione che promuove l’orientamento e la formazione professionale per persone in situazioni di vulnerabilità, sensibilizzando le aziende sui temi della diversità, equità e inclusione. Entro il 2027, l’azienda prevede di supportare l’inserimento lavorativo di oltre 8.500 rifugiati, mentre nel 2023 ha contribuito all’occupazione di circa 3.000 lavoratori.

## Storia
- 1957: Adia SA è stata fondata da Henri Lavanchy a Losanna, in Svizzera
- 1964: Ecco è stata fondata a Lione, Francia, da Philippe Foriel-Destezet
- 1996: Adia e Ecco si fondono per formare Adecco e l'azienda colloca circa 250.000 persone al giorno
- 2000: Con l'acquisizione di Olsten Staffing di New York, Adecco diventa la maggiore società di reclutamento d'America con un fatturato di 11,6 miliardi di euro. Adecco consolida la propria attività nell'ambito di tre nomi di spicco e tre divisioni globali
- 2010: Dopo l'acquisizione di MPS Group, The Adecco Group diventa leader mondiale nel reclutamento di personale professionale
- 2015: The Adecco Group acquisisce Knightsbridge Human Capital Solutions in Canada e la unisce alla sua affiliata Lee Hecht Harrison. Il primo settembre Alain Dehaze ha assunto la carica di amministratore delegato di The Adecco Group da Patrick De Maeseneire
- 2017: The Adecco Group acquisisce Vettery, una piattaforma online di abbinamento dei talenti che utilizza funzioni di apprendimento automatico e dati in tempo reale per mettere in contatto persone di talento in cerca di lavoro con aziende stimolanti
- 2018: The Adecco Group acquisisce General Assembly (GA), società leader globale nella formazione online e offline e nell'aggiornamento e riqualificazione delle competenze in settori ad alta richiesta, ad esempio le capacità digitali
- 2020: Jean-Christophe Deslarzes viene nominato presidente del consiglio di amministrazione
- 2021: The Adecco Group acquisisce HIRED e la fonda con Vettery per creare il più grande soggetto sul mercato nel settore basato sull'intelligenza artificiale per talenti fortemente interessati a tecnologia, marketing, vendite e finanza
- 2022: Nel mese di maggio Adecco ha annunciato che Denis Machuel sostituirà Alain Dehaze e assumerà l'incarico dal primo luglio

## Liste di marchi del gruppo

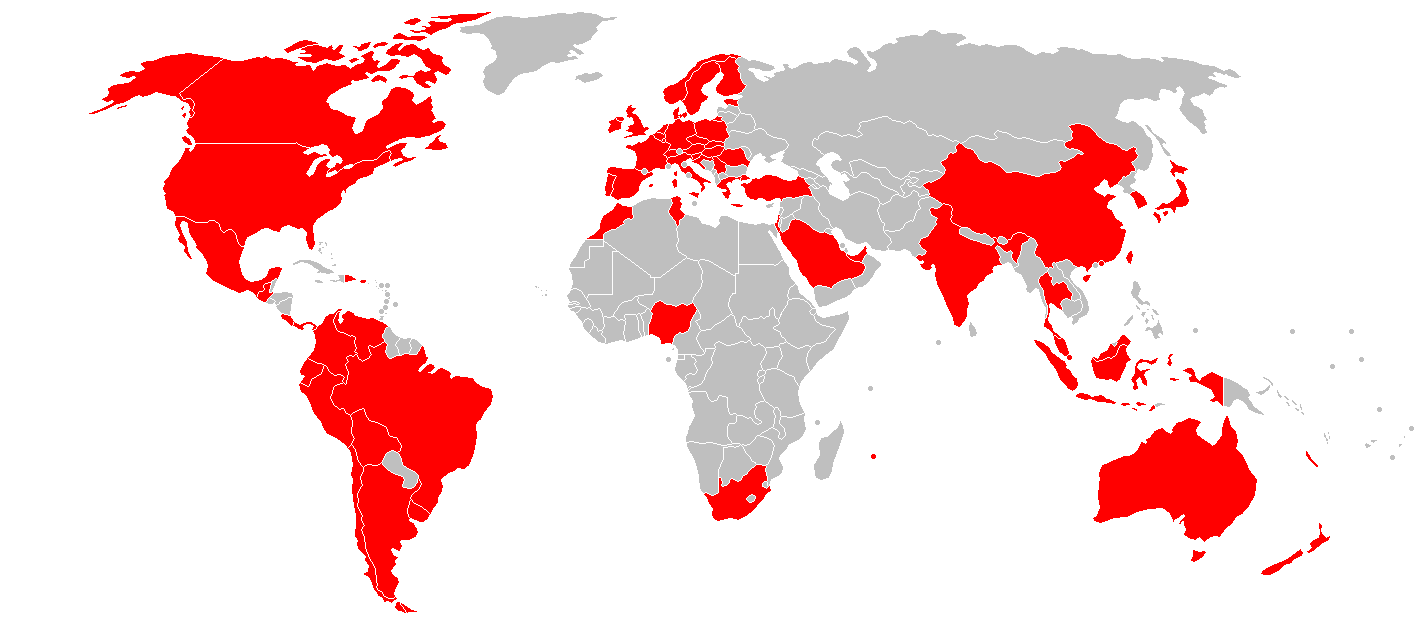
Diffusione globale di Adecco.

- Adecco
- Adia
- General Assembly
- LHH
- Akkodis
- Pontoon

## Attività in campo sociale
- Fondazione Adecco[1]